# Ekström Racing
Ekström Racing – szwedzki samochodowy zespół wyścigowy z roku 1985.
Założony przez Cecilię Ekström i George'a Paulina Ekström Racing wystawił Marcha dla Erica Langa w dwóch wyścigach sezonu 1985 Międzynarodowej Formuły 3000. Najlepszym rezultatem Langa było jedenaste miejsce w Thruxton. Mimo takich wyników podjęto starania debiutu w Formule 1 w sezonie 1986. W tym celu próbowano zaprojektować samochód na Grand Prix San Marino. Pojazd miał być napędzany silnikami Motori Moderni. Wskutek braku wypłat wynagrodzeń personel zespołu opuścił go i Ekström Racing nigdy nie zadebiutował w Formule 1.

## Historia

### Początki i Formuła 3000
Cecilia Ekström, zamieszkała we Flims (Szwajcaria) Szwedka, pracowała w szwajcarskim banku oraz włoskiej firmie ceramicznej, a pod koniec lat 70. pozyskiwała sponsorów dla zespołów Formuły 1: Brabhama, Lotusa i Marcha. Była również menadżerką szwajcarskiego kierowcy wyścigowego George'a Paulina, który był jej mężem. Pod koniec 1984 roku Ekström i Paulin postanowili o utworzeniu zespołu Ekström Racing i wystawieniu go w Międzynarodowej Formule 3000. Pierwotnie kierowcą miał być sam Paulin, co było jednak niemożliwe, ponieważ Szwajcar nie dysponował międzynarodową licencją wyścigową.
Menadżerem zespołu został Mike Collier, później prowadzący GA Motorsports. Początkowo zespół planował wystawić w Formule 3000 Tyrrella 012, a jego kierowcą miał być Thierry Tassin. Podczas przedsezonowych testów okazało się, że 012 jest niekonkurencyjnym samochodem, stąd Ekström Racing zakupił powszechnie używanego wówczas Marcha 85B. Zmieniono także kierowcę, którym został były uczestnik m.in. Brytyjskiej Formuły 3, Amerykanin Eric Lang; Tassin natomiast przeszedł do PMC Motorsport. Planem zespołu był start we wszystkich rundach Formuły 3000, jednak nie znalazło to odzwierciedlenia w rzeczywistości. Pierwszym wyścigiem, w którym Lang wystartował, była druga w kalendarzu runda na torze Thruxton Circuit, która odbywała się 7 kwietnia. Lang zakwalifikował się na dziewiętnastym miejscu, a wyścig ukończył jako jedenasty. Następnie Lang podał Cecilię Ekström do sądu, utrzymując, że samochód jest jego własnością, jako że jego sponsorzy dokonali jego zakupu. Sprawa rozstrzygnęła się we wrześniu, a sąd uznał roszczenie Langa za zasadne, nakazując Ekström przekazanie samochodu. Z tego powodu Lang wystartował dopiero w ostatnim wyścigu sezonu, na torze Donington Park. Kierowca ten zajął w zawodach dwunaste miejsce, startując z dziewiętnastego.

### Formuła 1
Mimo bardzo słabych wyników w Formule 3000 oraz konfliktu z Langiem Ekström i Paulin powzięli kroki mające umożliwić Ekström Racing debiut w Formule 1. Jesienią 1985 roku wyznaczono plan debiutu samochodu Ekström GP-8601 w Grand Prix San Marino 1986 – trzeciej eliminacji Mistrzostw Świata. Pierwszymi projektantami tego samochodu zostali zrekrutowani we wrześniu 1985 roku Wiet Huidekoper i Tim Feast, przy czym niedługo później Huidekoper opuścił zespół. Feast z kolei przy projektowaniu pojazdu inspirował się swoim poprzednim projektem, RAM 03. Dyrektor sportowy Paul Cherry zatrudnił osiem osób, po czym załoga rozpoczęła wyposażanie znajdującej się w Ilanz bazy w biura i warsztaty. Ostatecznie na początku 1986 roku cały personel zespołu liczył czternaście osób. Kluczowe funkcje pełnili wówczas: Cecilia Ekström i George Paulin (właściciele), Peter Hosang (inżynier), Paul Cherry (szef mechaników i dyrektor sportowy), John Edwards (mechanik), Piers Paulin (specjalista ds. elektroniki), Lars Goran Andersson (projektant) i Tim Feast (główny projektant).

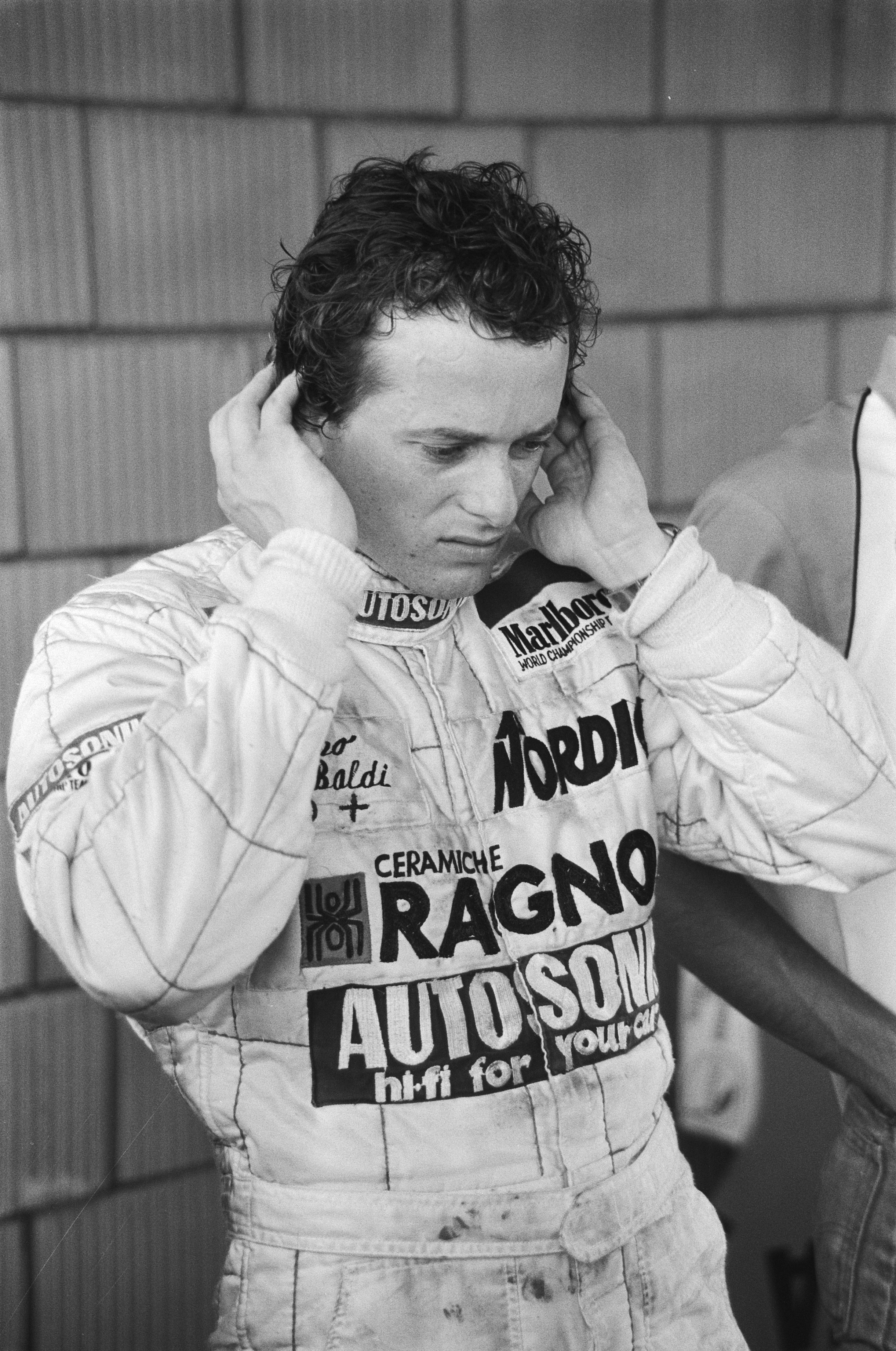
Mauro Baldi, niedoszły kierowca Ekström Racing

Pierwszym kandydatem do jazdy w zespole był dawny kierowca RAM Racing, Philippe Alliot, który jednak nie doszedł do porozumienia z Ekström, a w sezonie 1986 ścigał się w Equipe Ligier. Kolejnym potencjalnym kierowcą Ekström był Szwed Eje Elgh, który w 1985 roku ścigał się w zawodach samochodów sportowych oraz Japońskiej Formule 2. Celem zespołu było zakontraktowanie Elgha i przyciągnięcie szwedzkich sponsorów, stąd Cecilia Ekström zażądała od Elgha pół miliona dolarów wsparcia sponsorskiego. Ponieważ Elgh odrzucił ofertę, kontaktowano się z Fulvio Ballabio, Roberto Moreno, Kennym Achesonem i Mauro Baldim, czyli zawodnikami posiadającymi wsparcie sponsorów, ale również doświadczenie. Baldi po upadku swojego dawnego zespołu Spirit w 1985 roku, pozostawał bez miejsca w stawce. Z tego powodu sponsorzy Włocha oferowali Ekström trzysta tysięcy dolarów z zastrzeżeniem, że pieniądze zostaną przekazane dopiero w momencie zbudowania i zaprezentowania samochodu.
Na wczesnym etapie tworzenia zespołu Ekström i Paulin rozważali zastosowanie turbodoładowanych silników Renault lub BMW, jednak z powodu niewielkiego budżetu włodarze podpisali kontrakt z Motori Moderni (MM) na użycie turbodoładowanych silników Tipo 615-90 o pojemności 1,5 litra. Te silniki napędzały Minardi w 1985, a do ich wad należały wysoka awaryjność i duże zużycie paliwa. Właściciel MM, Carlo Chiti, miał w zamiarze jednak dostarczać do Formuły 1 trwałe i tanie silniki, stąd obiecał szefostwu Ekström Racing dokonanie poprawek. Ponadto zespół podpisał kontrakt na dostawę opon z Pirelli.
17 lutego 1986 roku w wywiadzie ze szwajcarską telewizją SRF Cecilia Ekström zapowiedziała rozpoczęcie prac nad GP-8601 w niedługim czasie. W materiale pokazano model samochodu z tunelu aerodynamicznego oraz makietę silnika. W tym samym materiale Szwedka powiedziała, że budżet zespołu wynosi około 2,5 miliona dolarów, ale istnieją plany jego zwiększenia do poziomu ośmiu w sezonie 1987. Problemem zespołu był jednak brak sponsorów, jako że negocjacje z Fleur de Santé, H&M, BAT i Swiss Bank Corporation zakończyły się fiaskiem ze względu na niską wiarygodność Ekström. Z kolei dawny sponsor RAM Racing, Skoal, obawiał się sponsorowania kolejnego nowego zespołu Formuły 1 po nieudanych występach RAM.

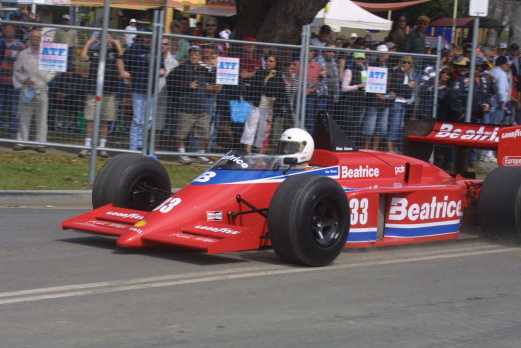
Ekström Racing bez powodzenia próbował zakupić Lolę THL1

Mimo zapowiedzi Cecilii Ekström zespół nie wystartował w Grand Prix San Marino mimo znalezienia się na oficjalnej liście zgłoszeń. Wskutek braku sponsorów oraz samochodu Ekström Racing był zmuszony wycofać zgłoszenie z zamiarem startu w Grand Prix Monako. Wewnątrz zespołu taka decyzja została jednak podjęta już w lutym, co dawało więcej czasu na znalezienie sponsorów. Tymczasem sponsorzy Mauro Baldiego naciskali na prezentację samochodu, bowiem w przeciwnym wypadku wycofaliby wsparcie dla zespołu. Działając w pośpiechu, Ekström zamówił elementy nadwozia u włoskiego producenta, prawdopodobnie Dallary. Ponadto Paul Cherry skontaktował się z Carlem Haasem, którego zespół – Haas Lola – stracił głównego sponsora, Beatrice Companies. Szukając pieniędzy, Haas oferował na sprzedaż trzy egzemplarze Loli THL1 z zapasowymi częściami za 250 000 dolarów, natomiast silniki Hart 415T kosztowały dodatkowe 125 000 dolarów. Ponieważ Cecilia Ekström była skłonna zapłacić jedynie 200 000 dolarów, strony nie doszły do porozumienia.
Na przełomie marca i kwietnia 1986 roku w mediach pojawiły się pierwsze informacje sugerujące, jakoby Ekström wycofał się z próby wystartowania w bieżącym sezonie Formuły 1 i skoncentrował się na debiucie w roku 1987, czego przyczyną miał być brak pieniędzy. Cecilia Ekström zaprzeczyła jednak tym pogłoskom, twierdząc, że pozyskanie sponsorów jest kwestią czasu. W tym okresie Szwedka zwolniła Tima Feasta, ponieważ nie podobał jej się kierunek rozwoju modelu GP-8601. Do ukończenia projektu został zatrudniony Christian Vanderpleyn, który jednak w tym czasie pracował w AGS. Vanderpleyna w niedługim czasie zastąpili Wiet Huidekoper i Richard Divilia, a ostatecznie Dave Kelly. Poza projektowaniem samochodu Kelly negocjował z Cosworthem umowę na dostawę nowych silników.
W tym czasie okazało się, że brytyjscy inżynierowie nie otrzymywali zapłaty za swoją pracę. Jedynie nieliczni pracownicy otrzymali wynagrodzenie w wysokości trzystu dolarów. Ponadto zespół nie zapłacił za otrzymane lub zamówione urządzenia. Co więcej, pozwolenia na pracę dla brytyjskich inżynierów zostały sfałszowane, czemu zaprzeczyła Ekström. Media zarzuciły również Ekström, że nie zarejestrowała swojego zespołu w Szwajcarskiej Izbie Gospodarczej, na co ta odpowiedziała, że Ekström Racing nie jest niezgodny z prawem.
Do końca sezonu Cecilia Ekström zjawiała się w padoku, próbując poszukiwać sponsorów w środowisku Formuły 1. W czerwcu 1986 roku kierownictwo zespołu przekazało mediom informację na temat prac związanych z reorganizacją zespołu oraz koncentracji na sezonie 1987. Szefostwo wyraziło ponadto nadzieję na tańsze silniki w związku ze zmianą przepisów. Cecilia Ekström ujawniła plany nowej fabryki, obwieszczając, że jej zespół weźmie udział w przedsezonowych testach na torze Jacarepaguá z zaprojektowanym przez Kelly'ego modelem GP-8701, którego kierowcami będą Mauro Baldi i Josele Garza.
W grudniu 1986 roku George Paulin zapewnił kluczowy personel zespołu o wypłacie zaległych wynagrodzeń przed Bożym Narodzeniem. Oferował im wówczas nowe kontrakty na rok 1987, zapewniając, że powinni oni wierzyć w zespół i rozpocząć przygotowania do przedsezonowych testów. Nie miały one jednak nigdy miejsca; przed sezonem 1987 Ekström Racing został zlikwidowany, a pracownicy opuścili zespół.

## Dalsze losy
Cecilia Ekström w wyniku wyroków sądowych była zmuszona zapłacić 30 000 dolarów zaległych pensji oraz pokryć koszty sądowe.
Na początku lat 90. Paulin założył zespół GeePee Racing. W 1992 roku wspólnie z Davidem Coynem Szwajcar wystartował w jednym wyścigu serii World Sportscar Championship. Załoga, rywalizująca Argo JM19, nie ukończyła jednak zawodów na Monzy. Paulin był ponadto w tamtym roku zgłoszony do 24h Le Mans, ale nie wystartował w zawodach. Paulin ścigał się jeszcze w zawodach 6h Vallelunga w 2000 roku, ale ich nie ukończył.
W 1995 roku Paulin wyrażał zainteresowanie wykupieniem Pacific Grand Prix. Pacific, który nabył wcześniej prawa do marki Team Lotus, przeżywał wówczas problemy finansowe i poszukiwał wsparcia finansowego. Do przejęcia zespołu jednak nie doszło.

## Wyniki
| Legenda oznaczeń w tabelach wyników Wyświetl szablon na nowej stronie | Legenda oznaczeń w tabelach wyników Wyświetl szablon na nowej stronie                                                                     |
| Oznaczenie                                                            | Wyjaśnienie |
| --------------------------------------------------------------------- | --- |
| Złoty                                                                 | Zwycięzca lub mistrzostwo |
| Srebrny                                                               | 2. miejsce lub wicemistrzostwo |
| Brązowy                                                               | 3. miejsce lub II wicemistrzostwo |
| Zielony                                                               | Ukończył, punktował (w klasyfikacji generalnej, gdy zdobył co najmniej jeden punkt na przestrzeni sezonu, poza trzema powyższymi opcjami) |
| Niebieski                                                             | Ukończył, nie punktował (w klasyfikacji generalnej, gdy nie zdobył co najmniej jednego punktu na przestrzeni sezonu)                      |
| Czerwony                                                              | Nie zakwalifikował się (NZ) |
| Czerwony                                                              | Nie prekwalifikował się (NPK) |
| Różowy                                                                | Nie ukończył (NU) |
| Różowy                                                                | Niesklasyfikowany (NS) (w klasyfikacji generalnej, gdy nie został sklasyfikowany w żadnym wyścigu sezonu)                                 |
| Czarny                                                                | Zdyskwalifikowany (DK) |
| Czarny                                                                | Wykluczony (WYK/EX) |
| Biały                                                                 | Nie wystartował (NW) |
| Biały                                                                 | Kontuzjowany (K/INJ) |
| Biały                                                                 | Wyścig odwołany (OD/C) |
| Bez koloru                                                            | Został wycofany (WYC/WD) |
| Bez koloru                                                            | Nie przybył (NP/DNA) |
| Bez koloru                                                            | Nie brał udziału w treningach (NT/DNP) |
| Bez koloru                                                            | Nie został zgłoszony (–) |
| Pogrubienie                                                           | Start z pole position |
| Kursywa                                                               | Najszybsze okrążenie wyścigu |
| †                                                                     | Nie ukończył, ale jego rezultat został zaliczony ze względu na przejechanie więcej niż 90% dystansu wyścigu.                              |
| *                                                                     | Sezon w trakcie |
| 1/2/3                                                                 | Punktowana pozycja w sprincie kwalifikacyjnym                                                                                             |
| Lista systemów punktacji Formuły 1                                    | |

### Międzynarodowa Formuła 3000
| Sezon | Samochód  | Silnik | Kierowcy  | Wyniki w poszczególnych eliminacjach | Wyniki w poszczególnych eliminacjach | Wyniki w poszczególnych eliminacjach | Wyniki w poszczególnych eliminacjach | Wyniki w poszczególnych eliminacjach | Wyniki w poszczególnych eliminacjach | Wyniki w poszczególnych eliminacjach | Wyniki w poszczególnych eliminacjach | Wyniki w poszczególnych eliminacjach | Wyniki w poszczególnych eliminacjach | Wyniki w poszczególnych eliminacjach | Wyniki kierowców | Wyniki kierowców |
| 1985  |           |        |           | Wielka Brytania                      | Wielka Brytania                      | Portugalia                           | Włochy                               | Francja                              | Belgia                               | Francja                              | Włochy                               | Austria                              | Holandia                             | Wielka Brytania                      | Pkt.             | Msc.             |
| ----- | --------- | ------ | --------- | ------------------------------------ | ------------------------------------ | ------------------------------------ | ------------------------------------ | ------------------------------------ | ------------------------------------ | ------------------------------------ | ------------------------------------ | ------------------------------------ | ------------------------------------ | ------------------------------------ | ---------------- | ---------------- |
| 1985  | March 85D | Ford   | Eric Lang | -                                    | 11                                   | -                                    | -                                    | -                                    | -                                    | -                                    | -                                    | -                                    | -                                    | 12                                   | 0                | NS               |

### Formuła 1
| Sezon | Samochód        | Silnik         | Kierowcy    | Wyniki w poszczególnych eliminacjach | Wyniki w poszczególnych eliminacjach | Wyniki w poszczególnych eliminacjach | Wyniki w poszczególnych eliminacjach | Wyniki w poszczególnych eliminacjach | Wyniki w poszczególnych eliminacjach | Wyniki w poszczególnych eliminacjach | Wyniki w poszczególnych eliminacjach | Wyniki w poszczególnych eliminacjach | Wyniki w poszczególnych eliminacjach | Wyniki w poszczególnych eliminacjach | Wyniki w poszczególnych eliminacjach | Wyniki w poszczególnych eliminacjach | Wyniki w poszczególnych eliminacjach | Wyniki w poszczególnych eliminacjach | Wyniki w poszczególnych eliminacjach | Wyniki kierowców | Wyniki kierowców | Wyniki konstruktora | Wyniki konstruktora |
| 1986  |                 |                |             | Brazylia                             | Hiszpania                            | San Marino                           | Monako                               | Belgia                               | Kanada                               | Stany Zjednoczone                    | Francja                              | Wielka Brytania                      | Niemcy                               | Węgry                                | Austria                              | Włochy                               | Portugalia                           | Meksyk                               | Australia                            | Pkt.             | Msc.             | Pkt.                | Msc.                |
| ----- | --------------- | -------------- | ----------- | ------------------------------------ | ------------------------------------ | ------------------------------------ | ------------------------------------ | ------------------------------------ | ------------------------------------ | ------------------------------------ | ------------------------------------ | ------------------------------------ | ------------------------------------ | ------------------------------------ | ------------------------------------ | ------------------------------------ | ------------------------------------ | ------------------------------------ | ------------------------------------ | ---------------- | ---------------- | ------------------- | ------------------- |
| 1986  | Ekström GP-8601 | Motori Moderni | Mauro Baldi | -                                    | -                                    | NP                                   | -                                    | -                                    | -                                    | -                                    | -                                    | -                                    | -                                    | -                                    | -                                    | -                                    | -                                    | -                                    | -                                    | 0                | NS               | 0                   | NS                  |